# Agave subsimplex
Agave subsimplex är en sparrisväxtart som beskrevs av William Trelease. Agave subsimplex ingår i släktet Agave och familjen sparrisväxter. Inga underarter finns listade i Catalogue of Life.